# NGC 5313
NGC 5313 ist eine Spiralgalaxie vom Hubble-Typ Sb im Sternbild Jagdhunde am Nordsternhimmel. Sie ist schätzungsweise 117 Millionen Lichtjahre von der Milchstraße entfernt und hat einen Durchmesser von etwa 60.000 Lj.
NGC 5313 ist Teil einer Galaxiengruppe, die auch unter dem Namen Hickson Kompakt Gruppe 68 bekannt ist. Dieser Gruppe gehören unter anderem die Galaxien NGC 5311, NGC 5350, NGC 5353, NGC 5354, NGC 5355 und NGC 5358 an.
Das Objekt wurde am 14. Januar 1788 von Wilhelm Herschel mit einem 18,7-Zoll-Spiegelteleskop entdeckt, der sie dabei mit „pB, cL, iF“ beschrieb.